# Окатилијо (Калифорнија)
Окатилијо (енгл. Ocotillo) насељено је место без административног статуса у америчкој савезној држави Калифорнија.

## Демографија
По попису из 2010. године број становника је 266, што је 30 (-10,1%) становника мање него 2000. године.
| Група             | 2000.       | 2010.       |
| Белци             | 226 (76,4%) | 202 (75,9%) |
| Афроамериканци    | 2 (0,7%)    | 1 (0,4%)    |
| Азијати           | 1 (0,3%)    | 2 (0,8%)    |
| Хиспаноамериканци | 59 (19,9%)  | 61 (22,9%)  |
| Укупно            | 296         | 266         |